# Vairaatea
Vairaatea est un atoll situé dans l'archipel des Tuamotu en Polynésie française. Il est administrativement rattaché à la commune de Nukutavake.

## Géographie

### Situation
Vairaatea fait partie du sous-groupe central-est des Tuamotu avec Ahunui, Amanu, Fangatau, Hao et Nukutavake. Il est situé à 41 km à l'est de Nukutavake, le plus proche atoll, auquel il est administrativement associé, ainsi qu'à 1 050 km au sud-est de Tahiti. C'est un petit atoll triangulaire de 7 km de longueur et 4 km de largeur maximales pour une surface de terres émergées de 4,36 km2. Son lagon s'étend sur 13 km2 et est dépourvu de passe de communication avec l'océan. Il est constitué de deux principaux motus – dénommés Gake (ou Puka-ruga) et Raro – ainsi que de cinq motus secondaires nettement plus petits.

### Démographie
En 2017, la population totale de Vairaatea est de 50 personnes, principalement regroupées dans la partie nord à Ahuroa ; son évolution est la suivante :
| 68                                                      | 78 | 70 | 36 | 65 | 57 | 50 |
| Sources ISPF et Gouvernement de la Polynésie française. |    |    |    |    |    |    |

## Histoire

### Peuplement polynésien et découverte par les Européens
Vairaatea porte de nombreux vestiges archéologiques d'occupation polynésienne appartenant à l'aire culturelle et linguistique Maragai (regroupant également les atolls de Nukutavake, Pinaki, Vahitahi et Akiaki). La première mention de l'atoll par un Européen aurait été faite par le navigateur portugais Pedro Fernández de Quirós en 1606 qui le nomme San Miguel Arcángel. Le 10 juin 1767, l'Anglais Samuel Wallis aperçoit Vairaatea sans parvenir à y trouver un point de mouillage, et le baptise Egmont Island. Il est également visité par Frederick William Beechey le 24 janvier 1826. L'atoll est aussi appelé Île Osnaberg'.

### Période moderne
Au XIXe siècle, Vairaatea devient un territoire français peuplé alors d'environ 200 habitants autochtones vers 1850 ; il est à cette époque l'un des plus habités des Tuamotu. L'atoll est alors évangélisé – avec la construction de l'église du Christ-Roi en 1946 – de manière concomitante à la création de la paroisse Saint-Joachim de Nukutavake à laquelle elle est, depuis 2004, rattachée.

## Économie
Vairaatea, qui n'est pas relié par une navette à Nukutavake, possède une annexe de la mairie, une école primaire, ainsi que l'église du Christ-Roi datant des années 1970. L'atoll est en grande partie replanté d'une cocoteraie qui constitue l'activité économique principale.